# Pahanga dura
Pahanga dura is een spinnensoort in de taxonomische indeling van de Tetrablemmidae.
Het dier behoort tot het geslacht Pahanga. De wetenschappelijke naam van de soort werd voor het eerst geldig gepubliceerd in 1979 door Shear.